# Хермафродит
Хермафродит (на английски: hermaphroditus, hermaphroditos; на български произлиза от старогръцки: Έρμάφρόδιτός) в древногръцката митология е син на Хермес и богинята на любовта Афродита. Роден като много красиво момче, той е трансформиран в андрогин след като се слива с нимфата Салмакида.
Когато навършва 15 години се отправя към Мала Азия. Веднъж в Кария, когато се къпе, нимфата Салмакида страстно се влюбва в него, но молбите ѝ за взаимност нямат успех. По молба на Салмакида боговете сливат нея с Хермафродит в двуполово същество (Овидий, „Метаморфози“ 4285 след.).
В началото на 4 век в Атика е популярен култът към Хермафродит.
- Салмакида и Хермафродит
- Салмакис и Хермафродитос от Бартоломеус Спренглер
- Боргезе, Хермафродитус, Лувър